# Постскриптум (Доктор Кто)
«Постскриптум» (англ. P.S.) — специальный мини-эпизод британского научно-фантастического телесериалa «Доктор Кто». Премьера серии состоялась 12 октября 2012 года. Этот эпизод был назван «сценой, которая никогда не снималась», так как он был выпущен в виде раскадровки рисунков.

## Сюжет
Показывается финальная сцена из эпизода «Сила трёх», затем всё изображается в виде рисунка. Брайан поливает растения, когда раздаётся стук в дверь. Мужчина, Энтони, из Нью-Йорка, даёт Брайану письмо и говорит, что подождёт, пока он не дочитает.
Брайан садится читать письмо, написанное его сыном Рори. Он объясняет, что Брайан никогда больше не сможет увидеть его или Эми, и приносит свои извинения. Рори также объясняет, что человек, доставивший письмо, является внуком Брайана, Энтони Брайаном Уильямсом, которого Эми и Рори усыновили в 1946 году. Брайан дочитывает письмо и выходит к Энтони, который предлагает рукопожатие. Затем оба принимают в объятия друг друга.

## Производство
После завершения работы над сценарием к серии «Динозавры на космическом корабле» Крис Чибнелл объясняет, что исполнительный продюсер Стивен Моффат «знал, как эпизод с Плачущими ангелами собирался закончиться», и что они «знали, что Брайан вернётся в „Силе Трёх“». Чибнелл, цитируя Моффата, говорит: «Я чувствую себя ужасно, потому что я действительно хочу завершить то, что происходит с Брайаном, но он просто не поместится в „Ангелы захватывают Манхэттен“ и он будет чувствовать себя действительно странно, если поместить его в этом эпизоде», после чего Чибнелл сказал ему: «Слушай, я напишу сцену для DVD».
Чибнелл написал сценарий к эпизоду «Постскриптум» примерно в то же время, что и к «Жизни Пондов». Прочитав сценарий, Марк Уильямс, снимавшийся в эпизоде «Динозавры на космическом корабле», считал, что он очень хороший актёр и как важно, что он будет в эпизоде «Сила Трёх». Тем не менее в то время Марк был на съёмках в Северной Ирландии и, следовательно не мог принимать участие в съёмках мини-эпизода. Когда сезон начал выходить в эфир, Крису стало интересно, будут ли что-то делать с этой сценой. Позже он узнал, что её решили снять в виде анимации.

## Критика
Дэн Мартин из газеты The Guardian назвал серию изменяющей реакцию на уход Пондов.